# Adolf Kraemer (Künstler)

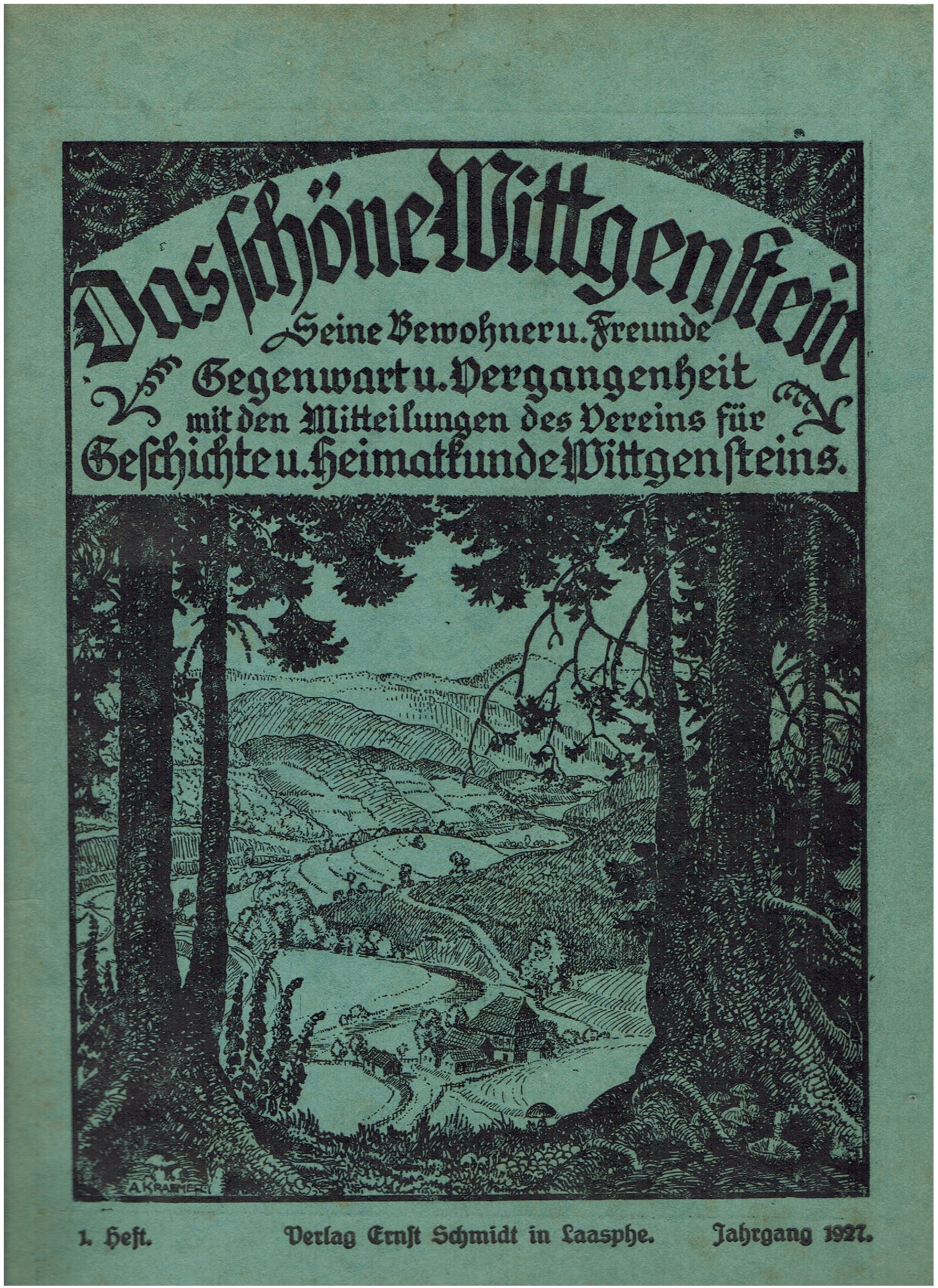
Das schöne Wittgenstein 1927, H. 1, Druck und Verlag Ernst Schmidt in Laasphe.

Adolf Kraemer (* 3. April 1887 in Berleburg; † 24. November 1940 in Arnsberg) war ein deutscher Heimatforscher, Künstler und Autor, der mit seinen Landschaftsskizzen über Jahrzehnte die Titelseiten bekannter Wittgensteiner Heimatliteratur prägte.

## Leben und Wirken
Adolf Kraemer wurde am 3. April 1887 als Sohn des Berleburger Schlossers und Eichmeisters Georg Kraemer und seiner Ehefrau Johanne geb. Wilhelmi geboren. Sein Elternhaus mit dem Hausnamen Eichmeisters befindet sich an der Ederstraße im Süden des Stadtzentrums.
Nach Schule und Ausbildung war er, unterbrochen durch vierjährige Teilnahme am Ersten Weltkrieg, langjährig im Katasteramt Arnsberg tätig, zuletzt im gehobenen Dienst als Katasteroberinspektor.
Kraemer war begeisterter Heimatforscher und hervorragender Kenner seiner Wittgensteiner Heimat, die er in Gedichten und heimatkundlichen Aufsätzen schilderte. Sein vielseitiges Talent zeigte er auch durch zahllose Skizzen und Aquarelle, die er von seinen Wanderungen mitbrachte und auch veröffentlichte. Als der Laaspher Verlag Ernst Schmidt 1927 und 1928 das großformatige Heft Das schöne Wittgenstein (DschW) mit landeskundlichen Beiträgen herausgab, wurde das Titelbild einer Wittgensteiner Landschaft vom Kataster-Obersekretär Krämer=Arnsberg skizziert. Im Heft selbst finden sich weitere landschaftliche Federzeichnungen Kraemers. Bereits in Heft 2 der Zeitschrift veröffentlichte Kraemer seine Arbeit über die Wittgensteiner Wallburgen, die er in Fortsetzungen auch im Wittgensteiner Kreisblatt publizierte. Die beiden Landschaftszeichnungen auf den Titelseiten der kleinformatigen Nachfolgehefte gleichen Namens stammen ebenfalls von Kraemer. Nach der Wiederbelebung des Wittgensteiner Heimatvereins im Jahr 1956 verwendete dieser in seiner Vereinszeitschrift neben Zeichnungen Helmut Richters ab 1963 auch einige von Adolf Kraemer auf der Titelseite.
Außerhalb seiner beruflichen Laufbahn eignete er sich geologische, paläontologische und archäologische Kenntnisse an, die er auf ausgedehnten Exkursionen in Wittgenstein und im Sauerland vertiefte und teilweise auch publizierte. Die Entdeckung mariner Faunen aus den Namur-Grauwacken im Bereich Arnsberg wird Kraemer und seinem Kollegen Theodor Pitz zugeschrieben, die ihre Funde dem bekannten Geologen Hermann Schmidt zugänglich machten. Dieser publizierte 1934 erstmals die seltenen Fossilfunde des Rheinischen Schiefergebirges. Über seine Kontakte zur Universität Göttingen, wesentlich unter Vermittlung Schmidts, wurde Adolf Kraemer korrespondierendes Mitglied der Preußischen Geologischen Landesanstalt in Berlin und der Königlich-Belgischen Akademie zu Brüssel. Die geologische Abteilung des Kreisheimatmuseums Arnsberg wurde unter Kraemers maßgeblicher Mitwirkung und mit seinen Funden aufgebaut.
Adolf Kraemer starb am 24. November 1940 im Alter von 53 Jahren in Arnsberg. Sein Grab ist auf dem, teilweise unter Denkmalschutz stehenden, Eichholzfriedhof erhalten.

## Publikationen (Auswahl)
- Frühlingslied. In: Das schöne Wittgenstein 1928, Nr. 2, S. 77.
- Im schönsten Wiesengrunde. In: Das schöne Wittgenstein 1928, Nr. 2, S. 80.
- Die stille Heimlichkeit im Winterwald. In: Wittgenstein. Jg. 100 (2012), Band 76, Heft 4, S. 128.
- Die amtlichen Karten über den Kreis Wittgenstein. In: Das schöne Wittgenstein 1928, H. 3, 4, S. 144–147.
- Ein Beitrag zur Bibliographie der Geologie und Paläontologie Wittgensteins. In: Das schöne Wittgenstein 1939, Nr. 1, S. 5–6 / Das schöne Wittgenstein 1939, Nr. 2, S. 13–14.
- Zum Gebirgsbau Wittgensteins. In: Fritz Vitt (Hrsg.): Wittgensteiner Heimatbuch. Laasphe 1938, S. 270–272.
- Die Urtierwelt Wittgensteins. In: Wittgensteiner Heimatbuch. 1938, S. 264–270.
- Sammlung alter Flurnamen. In: Das schöne Wittgenstein 1928 Nr. 2/S. 76–77.
- Fundstücke aus Wittgensteiner Wallburgen im Museum zu Siegen. In: Das schöne Wittgenstein 1938 / Nr. 8, S. 57–58.
- Versteinerte Urwelttiere im Wittgensteiner Land. Die Entstehung des Laaspher Grundes als Beispiel der Geologie der Laaspher Landschaft. In: Das schöne Wittgenstein 1937, Nr. 4, S. 27 / DschW. 1937, Nr. 5, S. 37–38 / DschW. 1937, Nr. 6, S. 46–47.
- Heimfahrt auf Schneeschuhen. In: Wittgensteiner Zeitung. Beilage Das schöne Wittgenstein, Nr. 12, 24. Dezember 1939.